# Sesto Properzio
Sesto Aurelio Properzio (Assisi o Spello, 47 a.C. circa – Roma, dopo il 16 a.C.) è stato un poeta romano.

## Biografia
Nacque intorno al 49 a. C. probabilmente ad Assisi, come da lui stesso esplicitamente dichiarato nell'elegia proemiale del IV libro e come suggeriscono recenti acquisizioni epigrafiche recanti il nome di P. Passennus Blaesus, parente di Properzio e suo conterraneo (a quanto attesta Plinio il Vecchio), e l'indicazione della tribù Sergia (Assisi era l'unico municipio umbro a essere iscritto in questa tribù). Alcuni archeologi, inoltre, sostengono di aver trovato la casa del poeta, una lussuosa villa con affreschi mitologici ed iscrizioni in greco, sotto la basilica di Santa Maria Maggiore. Si è anche ipotizzato che Properzio fosse nato presso Collemancio.
Dagli elementi forniti da alcuni saggi eseguiti sul posto e dalle poche iscrizioni, certamente provenienti da Collemancio, si può dedurre che ivi ebbe vita almeno sino al III sec. d.C. un municipio romano, iscritto alla tribù Stellatina, e forse un centro italico.
Ebbe un'infanzia segnata da varie difficoltà, in ragione degli sconvolgimenti dovuti alle guerre civili. In seguito alla rivolta dei proprietari italici, repressa da Augusto nel 41–40 a.C., il poeta subì lutti e confische di terre. Ormai in condizioni disagiate, si trasferì a Roma, dove tentò la carriera forense e politica, ma già nel 29 a.C., con il suo primo libro delle elegie, fu inserito nei circoli mondano-letterari della capitale. Divenne amico dei maggiori poeti del tempo, tra cui Tibullo, Ovidio e Virgilio.  
Ebbe la prima esperienza sessuale con la schiava Licinna. Questa esperienza fu travolta nel 29 a.C. dalla grande passione per Cinzia, padrona di Licinna. Tra Cinzia e Properzio ci fu una prima rottura a causa di un'infedeltà del poeta. Tuttavia, dopo qualche tempo, i due ricominciarono a frequentarsi, ma l'amore di Properzio non era a sua volta corrisposto dalla fedeltà di Cinzia: dopo cinque anni di tormenti, la rottura fu definitiva. A partire da questo momento, il poeta si dedicò a uno studio impegnativo: intendeva cantare il passato di Roma, le leggende italiche, fatti e personaggi che avevano formato lo spirito della romanità. Non è conosciuta la data certa della sua morte, anche se, da alcuni riferimenti, si può dedurre che morì poco dopo il 16 a.C., a circa 35 anni.

## Opere

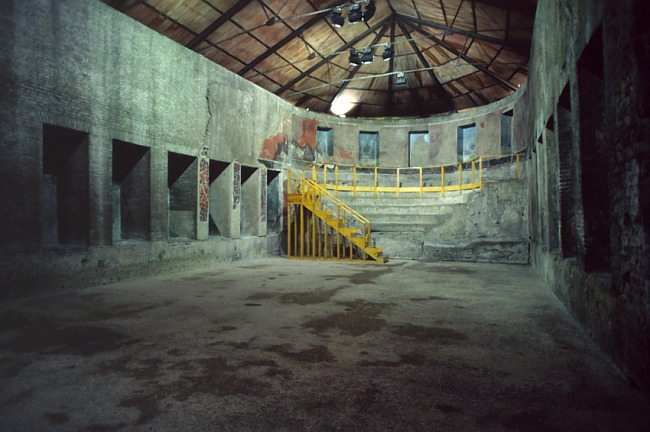
L'auditorium di Mecenate.

Le Elegie, in quattro libri, nei quali si distribuiscono i novantadue componimenti complessivi, tutti in distici elegiaci. Molti editori suggeriscono tuttavia una scansione diversa, che determinerebbe un aumento del numero totale di componimenti.
L'avvicinamento di Properzio a Mecenate e al suo famoso circolo avvenne forse nel 28 a.C., dopo la pubblicazione del primo canzoniere. Il poeta fu amico di Virgilio e, soprattutto, di Ovidio. La sua vita fu breve (come quella di Catullo e di Tibullo). Non sono presenti nei suoi versi riferimenti cronologici posteriori al 16 a.C., data probabile della morte. Forse, Properzio è il seccatore adombrato nella IX Satira di Orazio, che pare non lo potesse soffrire.

### Fortuna delleElegie
Il successo di Properzio come poeta fu immediato e duraturo e la sua poesia ebbe un notevole influsso sulla lirica dei secoli successivi. Nel Medioevo le tracce della sua presenza sono deboli e sporadiche. Fu però rivalutato dalla poesia umanistica. Con Ariosto, Tasso, Pierre de Ronsard e, soprattutto, nel Settecento neoclassico, la poesia di Properzio conobbe più ampia diffusione e fortuna, per toccare - con Goethe - il suo punto più alto.
La fortuna di Properzio si spinge sino all'ambito musicale italiano: Franco Battiato musica l'Elegia VII del Libro III nella canzone Delenda Carthago tratta dall'album Caffè de la Paix.